# The Gun Club
The Gun Club — американская рок-группа 1980-х годов из Лос-Анджелеса, штат Калифорния. В своем творчестве группа смешивала сайкобилли, постпанк, блюз и кантри. Считается представительницей жанров дэт-рок (англ. deathrock) и кантри-панк (англ. cowpunk). Основана Джеффри Ли Пирсом (27 июня 1958 — 31 марта 1996) и Кидом Конго Пауэросом (англ. Kid Congo Powers) в 1980 году. Со смертью Пирса в 1996 группа распалась.
В 1980 и 1981 годах группа существовала под названием The Creeping Ritual. Название Gun Club предложил друг и сосед по комнате Пирса Кит Моррис, участник хардкор-панк-групп Black Flag и Circle Jerks. Первый альбом группы Fire of Love вышел в 1981 году на лейбле Slash Records, возникшем на руинах лос-анджелесского фэнзина SLASH, в котором некоторое время Пирс проработал журналистом. В записи Fire of Love не участвовал Кид Конго — к этому времени он перебрался в группу The Cramps и участвовал в записи их альбома Psychedelic Jungle, вышедшем в том же 1981 году. На тот момент состав Gun Club был:
- Джеффри Ли Пирс — вокал и слайд-гитара
- Роб Риттер — бас-гитара
- Терри Грэхэм — ударные
- Ворд Дотсон — гитара

Второй альбом группы Miami вышел в 1982 году. В том же году к Gun Club присоединилась Патрисия Моррисон (Пэт Бэг) из женской панк-группы The Bags и оставалась в составе до 1984 года.
В 1987 году Пирс познакомился в пабе с Робином Гатри, участником группы Cocteau Twins (Джеффри был их большим поклонником). Гатри согласился продюсировать новый альбом Gun Club Mother Juno. В октябре 1987 Джеффри выступил в Лондонском университете с художественной декламацией (англ. spoken word) своего рассказа The Blue Boy. Вместе с ним выступали Лидия Ланч и Генри Роллинз. В феврале 1992 года Пирс отправился в Нидерланды для записи своего сольного блюзового альбома Ramblin Jeffrey Lee…
Альбом Gun Club Lucky Jim 1993 года стал последним студийным альбомом группы. К середине 90-х Джеффри заинтересовался японской рок-сценой (в конце 1995 года он даже провёл в Японии два месяца) и был под впечатлением от творчества тамошних групп, таких как 5678s, Supersnazz, Guitar Wolf и Boredoms (с последними он мечтал поехать в совместное турне). Также Пирс работал над автобиографией, которую планировал опубликовать в издательстве Генри Роллинза 2.13.61.
Здоровье Джеффри Ли Пирса стремительно ухудшалось из-за многолетнего злоупотребления алкоголем и тяжёлыми наркотиками. 31 марта 1996 года в возрасте 37 лет он умер в реанимации от кровоизлияния в мозг. Был похоронен в Лос-Анджелесе по буддийскому обряду в апреле 1996 года.

## Дискография
- Fire of Love (1981)
- Miami (1982)
- Death Party EP (1983)
- Sex Beat '81 (Live) (1984)
- The Birth, The Death, The Ghost (Live) (1984)
- The Las Vegas Story (1984)
- Two Sides of the Beast (1985) — компиляция
- Danse Kalinda Boom (Live) (1985)
- Mother Juno (1987)
- Pastoral Hide and Seek (1990)
- Divinity EP (1991)
- In Exile (1992) — компиляция
- Live In Europe (1993)
- Lucky Jim (1993)
- Early Warning 2CD (1997) — ранние демо и неизданные вещи